# بشتاشنی

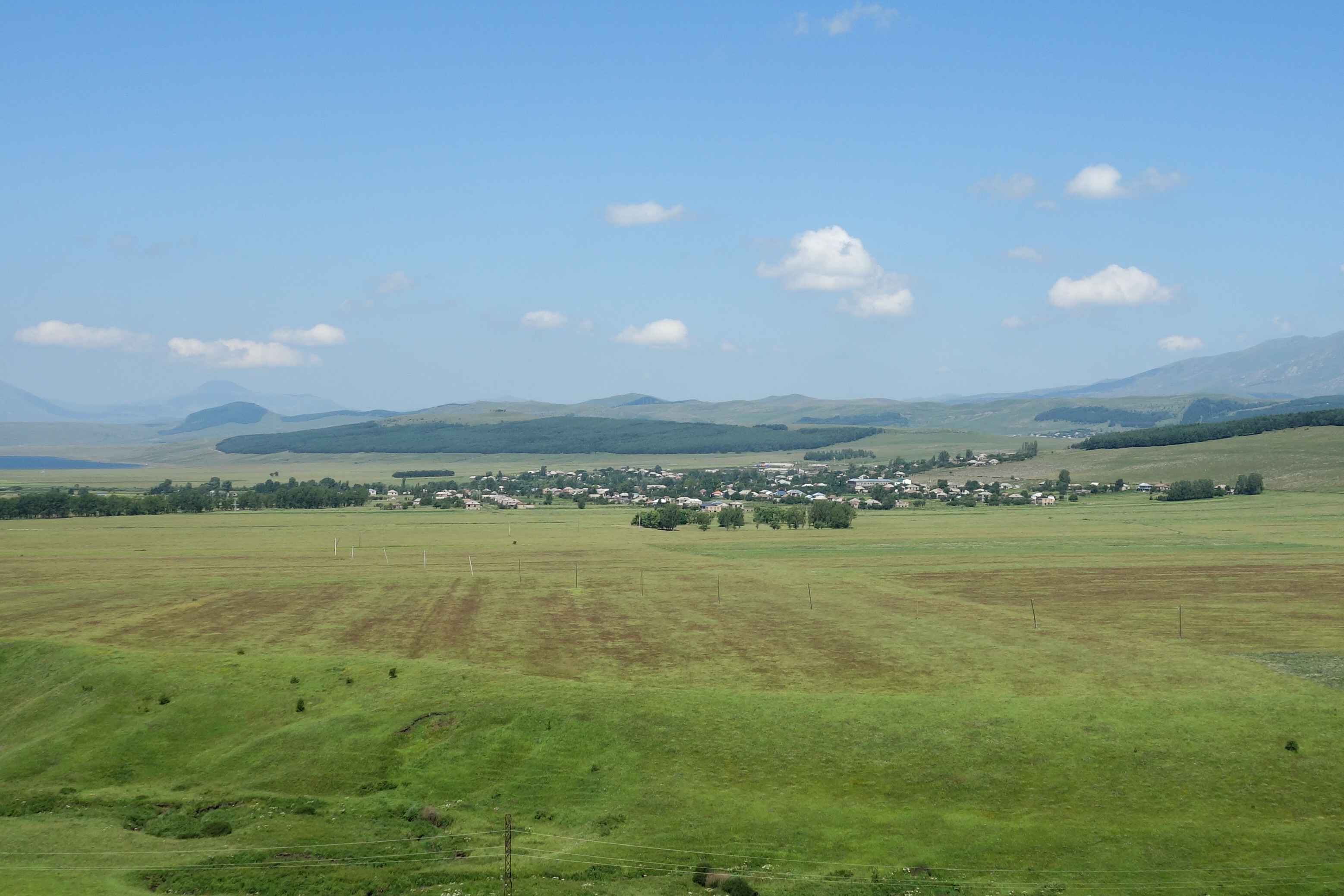
نمایی از بشتاشنی

بشتاشنی (گرجی: ბეშთაშენი) روستایی در نزدیکی شهر تسالکا در منطقه کومو کارتلی در جنوب کشور گرجستان است. تقریباً همه جمعیت از یونانی‌ها هستند.